# Giovanni van Bronckhorst
Giovanni Christiaan van Bronckhorst (Rotterdam, 5. veljače 1975.), je bivši nizozemski reprezenativac i trener. Igrao je u srednjem redu, no mogao je igrati i kao branič i kao krilo. Trenutačno je trener Beşiktaşa.
Roditelji su mu rodom s Molučkih otoka. Iako su neki zbog imena mislili da ima nekih talijanskih korijena, on je to negirao. Nadimak mu je Gio (skraćenica imena), a dobio ga je tijekom igranja u Barceloni. 
U velikim klubovima za koje je igrao (Rangers, Barcelona, Arsenal) imao je problema s ustaljivanjem u početnoj postavi zbog velike konkurencije. Kada je u 2007. prešao u Feyenoord postao je kapetan.